# Pierre Page (Leichtathlet)
Pierre Page (* 8. März 1927; † 20. Oktober 2013 in Genf) war ein Schweizer Langstreckenläufer.
Von 1952 bis 1955 und 1957 wurde er Schweizer Meister im 5000-Meter-Lauf.
Über dieselbe Distanz startete er bei den Olympischen Spielen 1952 in Helsinki, schied aber im Vorlauf aus. In den Folgejahren stellte er drei nationale Rekorde über 5000 Meter auf:
- 14:40,6 min, 15. August 1954, Ludwigshafen am Rhein
- 14:37,4 min, 26. August 1954, Bern
- 14:36,6 min, 11. September 1955, Paris (zugleich persönliche Bestleistung)

1952 gewann er den Giro al Sas und, als Lokalmatador, den Murtenlauf. Bei den Leichtathletik-Europameisterschaften 1954 in Bern verpasste er trotz seinem Schweizer Rekord den Finaleinzug über 5000 Meter.
Pierre Page startete für den CA Fribourg.